# Іленуца
Іленуца (рум. Ilenuța) — село у Фалештському районі Молдови. Утворює окрему комуну.

## Населення
За даними перепису населення 2004 року у селі проживали 1574 особи.
Національний склад населення села:
| Національність   | Кількість осіб | Відсоток   |
| ---------------- | -------------- | ---------- |
| молдавани румуни | 1541 16        | 97,9% 1,0% |
| українці         | 11             | 0,7%       |
| росіяни          | 5              | 0,3%       |
| болгари          | 1              | 0,1%       |
| Всього           | 1574           | 100%       |